# Condado de Union (Carolina del Sur)
El condado de Union (en inglés: Union County, South Carolina), fundado en 1798, es uno de los 46 condados del estado estadounidense de Carolina del Sur. En el año 2000 tenía una población de 29 881 habitantes con una densidad poblacional de 22 personas por km². La sede del condado es Union.

## Geografía
Según la Oficina del Censo, el condado tiene un área total de 1336 km² (515,8 mi²), de la cual 1331 km² (513,9 mi²) es tierra y 5 km² (1,9 mi²) es agua.

### Condados adyacentes
- Condado de Cherokee norte
- Condado de York noreste
- Condado de Chester este
- Condado de Fairfield sureste
- Condado de Newberry sur
- Condado de Laurens suroeste
- Condado de Spartanburg noroeste

## Demografía
En el 2000 la renta per cápita promedia del condado era de $31 441, y el ingreso promedio para una familia era de $37 661. El ingreso per cápita para el condado era de $15 877. En 2000 los hombres tenían un ingreso per cápita de $29 371 contra $20 701 para las mujeres. Alrededor del 14,30% de la población estaba bajo el umbral de pobreza nacional.

## Lugares

### Ciudades y pueblos
- Carlisle
- Jonesville
- Lockhart
- Union

Censo de los puntos oficiales
- Buffalo
- Monarch Mill